# Mijakovce
Mijakovce (Servisch cyrillisch Мијаковце) is een plaats in de Servische gemeente Vranje. De plaats telt 37 inwoners (2002).